# Vittoria Guazzini
Pour les articles homonymes, voir Guazzini.
Vittoria Guazzini, née le 26 décembre 2000 à Pontedera est une coureuse cycliste italienne, membre de l'équipe FDJ-Suez. Active sur route et sur piste, elle est notamment championne olympique de la course à l'américaine en 2024, championne du monde de poursuite par équipes en 2022 et championne d'Europe de course à l'américaine en 2020.

## Biographie

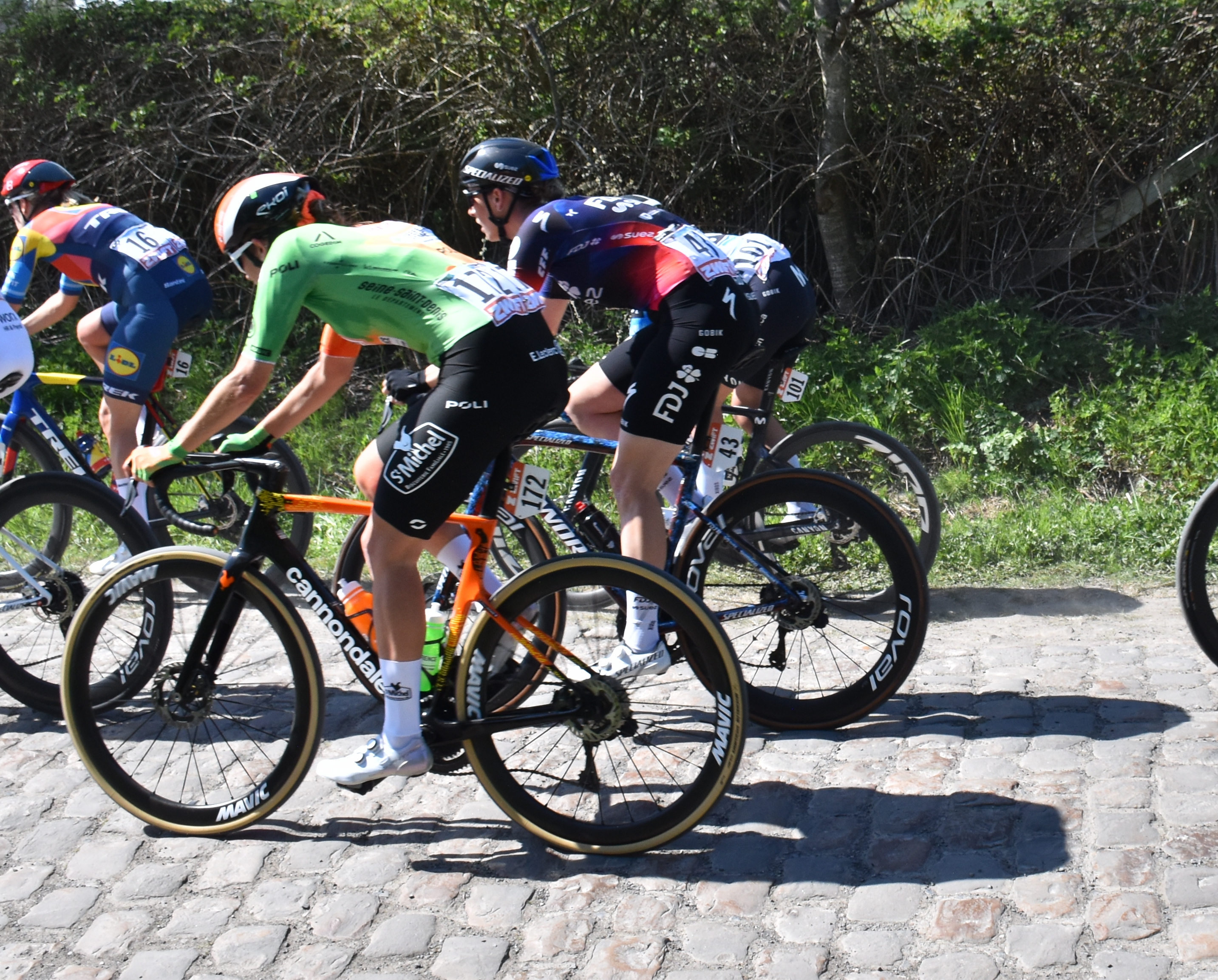
Vittoria Guazzini #43 lors de Paris-Roubaix 2025.

Vittoria Guazzini commence le cyclisme à sept ans au Velo Club Seano One à Carmignano. En 2014, en catégorie esordienti, elle gagne 12 courses dont le championnat d'Italie. En catégorie allievi, elle court pour le club de San Vincenzo et gagne notamment 15 courses en 2016. L'année suivante, elle passe en catégorie junior dans l'équipe Vecchia Fontana. Elle s'illustre en équipe d'Italie junior de poursuite par équipes avec Martina Fidanza, Letizia Paternoster et Chiara Consonni, remportant les titres de championnes d'Europe et du monde. Aux mondiaux, elles établissent un record du monde de la catégorie, parcourant les 4000 mètres en 4 min 21 s 554.
En 2018, elle rejoint l'équipe Zhiraf Guerciotti. Elle brille sur piste et sur route. Aux championnats d'Europe et du monde juniors sur piste, elle décroche les trois mêmes médailles d'or, dans l'omnium et les poursuites individuelle et par équipe. Sur route, elle est championne d'Europe junior du contre-la-montre, médaillée d'argent en course en ligne, et réalise un doublé aux championnats d'Italie.
Elle passe en catégorie élite au sein de l'équipe Valcar-Cylance en 2019. En début d'année, elle dispute ses premiers championnats du monde sur piste élite. Avec la formation italienne, elle est cinquième de la poursuite par équipes. Sur route, elle termine troisième avec l'équipe italienne du championnat d'Europe en relais mixte en 2019 et 2020. En 2020, elle est également double championne d'Europe sur piste, en course à l'américaine avec Elisa Balsamo et en poursuite par équipes chez les espoirs. 
En 2021, Guazzini se classe quatrième d'À travers les Flandres et devient championne d'Europe du contre-la-montre espoirs. Aux Jeux olympiques de Tokyo, le quatuor italien termine sixième de la poursuite par équipes. Le 2 octobre, elle participe à la première édition de Paris-Roubaix Femmes, mais doit abandonner sur chute après s'être fracturée les deux chevilles au milieu de la course.
Après trois saisons chez Valcar-Cylance, elle signe pour l'équipe World Tour FDJ-Nouvelle Aquitaine-Futuroscope à compter de la saison 2022. Lors de cette première saison, elle devient championne du monde de poursuite par équipes avec Elisa Balsamo, Chiara Consonni, Martina Fidanza et Martina Alzini. Aux championnats d'Europe espoirs, elle décroche deux médailles d'or en poursuite individuelle et par équipes, ainsi que deux autre médailles aux championnats d'Europe élites, avec l'argent en poursuite par équipes et le bronze en poursuite individuelle. Elle connait également de nombreux succès sur route, en remportant la médaille d'or du contre-la-montre des Jeux méditerranéens, le championnat d'Italie du contre-la-montre espoirs et le Bretagne Ladies Tour. Elle est également vice-championne d'Europe sur route espoirs et du vice-championne d'Europe du contre-la-montre espoirs. En fin de saison, elle devient championne du monde du contre-la-montre espoirs et décroche l'argent du relais mixte lors de ces mondiaux. 
En début de saison 2023, elle obtient de nombreuses places d'honneur, troisième du Samyn des Dames, septième du Tour de Drenthe, troisième du Trofeo Alfredo Binda-Comune di Cittiglio et quatrième d'À travers les Flandres. Elle chute à l'occasion d'une reconnaissance de Paris-Roubaix et subit une fracture du bassin.
Début 2024, elle s'illustre sur Samyn des Dames, où elle revient avec Karlijn Swinkels sur la tête de course dans le final, avant de s'imposer au sprint. Elle est sélectionnée pour les compétitions de cyclisme sur piste aux Jeux olympiques d'été de 2024 à Paris. Elle rate de peu une médaille sur la poursuite par équipes en prenant la quatrième place. Quelques jours plus tard, elle devient championne olympique de la course à l'américaine avec Chiara Consonni.

## Palmarès sur piste

### Jeux olympiques
- Tokyo 2020
  - 6e de la poursuite par équipes
- Paris 2024
  -  Championne olympique de la course à l'américaine
  - 4e de la poursuite par équipes

### Championnats du monde
| Édition / Épreuve              | Poursuite individuelle | Poursuite par équipes                          | Omnium |
| Montichiari 2017 (juniors)     |                        | Or (avec Fidanza, Paternoster et Consonni)     |        |
| Aigle 2018 (juniors)           | Or                     | Or (avec Catarzi, Collinelli et Zanardi)       | Or     |
| Pruszków 2019                  |                        | 5e                                             |        |
| Saint-Quentin-en-Yvelines 2022 |                        | Or (avec Alzini, Consonni, Balsamo et Fidanza) |        |
| Ballerup 2024                  |                        | Bronze                                         |        |

### Coupe du monde
- 2019-2020
  - 3e de la poursuite par équipes à Minsk
  - 3e de la poursuite par équipes à Glasgow
  - 3e de l'américaine à Glasgow

### Coupe des nations
- 2022
  - 2e de l'américaine à Glasgow
  - 3e de la poursuite par équipes à Glasgow
- 2024
  - 2e de la poursuite par équipes à Milton

### Championnats d'Europe
| Édition / Épreuve                 | Poursuite individuelle | Poursuite par équipes                                   | Américaine             | Omnium |
| Anadia 2017 (juniors)             |                        | Or (avec Fidanza, Paternoster et Consonni)              |                        |        |
| Aigle 2018 (juniors)              | Or                     |                                                         | Or (avec Scarsi)       | Or     |
| Aigle 2018 (espoirs)              |                        | Or (avec Alzini, Cavalli, Paternoster et Balsamo)       |                        |        |
| Gand 2019 (espoirs)               | Argent                 | Or (avec Cavalli, Paternoster et Balsamo)               |                        |        |
| Apeldoorn 2019                    |                        | Bronze                                                  |                        |        |
| Fiorenzuola d'Arda 2020 (espoirs) | Argent                 | Or (avec Consonni, Cavalli et Fidanza)                  |                        |        |
| Plovdiv 2020                      |                        | Argent (avec Balsamo, Consonni, Barbieri et Alzini)     | Or (avec Balsamo)      |        |
| Anadia 2022 (espoirs)             | Or                     | Or (avec Zanardi, Gasparrini et Vitillo)                |                        |        |
| Munich 2022                       | Bronze                 | Argent (avec Barbieri, Paternoster, Fidanza et Zanardi) |                        |        |
| Granges 2023                      | 5e                     | Argent (avec Fidanza, Paternoster, Alzini et Alzini)    | Bronze (avec Balsamo)  |        |
| Apeldoorn 2024                    |                        | Or (avec Fidanza, Paternoster et Balsamo)               | Bronze (avec Balsamo)  |        |
| Heusden-Zolder 2025               | Argent                 | Or (avec Fidanza, Consonni et Alzini)                   | Argent (avec Consonni) |        |

## Palmarès sur route

### Par année
- 2018
  -  Championne d'Europe du contre-la-montre juniors
  -  Championne d'Italie du contre-la-montre juniors
  -  Championne d'Italie sur route juniors
  -  Médaillée d'argent du championnat d'Europe sur route juniors
  - 3e du Trophée Da Moreno-Piccolo
- 2019
  -  Médaillée de bronze du championnat d'Europe du relais mixte contre-la-montre
- 2020
  - 3e du championnat d'Italie du contre-la-montre
  -  Médaillée de bronze du championnat d'Europe du relais mixte contre-la-montre
- 2021
  -  Championne d'Europe du contre-la-montre espoirs
- 2022
  -  Championne du monde du contre-la-montre espoirs
  -  Médaillée d'or du contre-la-montre des Jeux méditerranéens
  -  Championne d'Italie du contre-la-montre espoirs
  - Classement général du Bretagne Ladies Tour
  -  Médaillée d'argent du championnat du monde du contre-la-montre par équipes en relais mixte
  -  Médaillée d'argent du championnat d'Europe sur route espoirs
  -  Médaillée d'argent du championnat d'Europe du contre-la-montre espoirs
  - 2e du Grand Prix du Morbihan
  - 2e du championnat d'Italie du contre-la-montre
  - 3e du Samyn des Dames
  - 4e du championnat du monde du contre-la-montre
- 2023
  -  Médaillée d'argent du championnat d'Europe du contre-la-montre en relais
  - 3e du Samyn des Dames
  - 3e du Trofeo Alfredo Binda-Comune di Cittiglio
  - 7e du Tour de Drenthe
- 2024
  -  Championne d'Europe du relais mixte contre-la-montre
  -  Championne d'Italie du contre-la-montre
  - Samyn des Dames
  - 1re étape du Tour féminin international des Pyrénées
  - 2e du Chrono des Nations-Les Herbiers-Vendée
  - 5e du championnat d'Europe du contre-la-montre
  - 6e du Tour de Drenthe
  - 10e de la Classic Bruges-La Panne
- 2025
  -  Championne d'Italie du contre-la-montre

### Résultats sur les grands tours

#### Tour d'Italie
2 participations
- 2020 : non partante (6e étape)
- 2024 : abandon (7e étape)

#### Tour de France
2 participations :
- 2022 : 39e
- 2023 : 114e

#### Tour d'Espagne
2 participations
- 2024 : abandon (3e étape)
- 2025 : 84e

### Classements mondiaux
| Année                                 | 2019 | 2020 | 2021 | 2022 | 2023 | 2024 |
| ------------------------------------- | ---- | ---- | ---- | ---- | ---- | ---- |
| Classement UCI                        | 323e | 93e  | 139e | 38e  | 48e  | 77e  |
| UCI World Tour                        | 152e | 61e  | 128e | 106e | 41e  | 84e  |
|                                       |      |      |      |      |      |      |
| Légende : nc = non classéSource : UCI |      |      |      |      |      |      |

## Distinctions
- Oscar TuttoBici des juniors : 2018
- Giglio Rosa : 2022 et 2024